# ティラナ・ハッサン
ティラナ・ハッサン（英:Tirana Hassan）は、シンガポール出身の弁護士、ソーシャルワーカーで、人権保護のために国際的に活動してきた。2023年よりニューヨークに拠点を置く国際NGOヒューマン・ライツ・ウォッチの代表を務めている。

## 来歴

### 幼少期と教育
パキスタン人の父リヤーズ・ハッサンとマレーシア生まれでスリランカ人と中国人のミックスである母セルバ・ハッサンのもとに、シンガポールで生まれた。リヤーズはフリンダース大学の名誉教授でセルバは歯科医である。ティラナが3歳のとき、父への政治的迫害が理由でオーストラリアのアデレードに移住し、Blackwood Primary School、スコッチカレッジに通った。南オーストラリア大学でソーシャルワークについて学んで卒業し、ホームレスの若者にカウンセリングを行うソーシャルワーカーとして働いた。その後アデレード大学で法学位、オックスフォード大学で国際人権法の修士号を取得した。アデレード大学法科大学院在籍中には、オーストラリアへの亡命者の支援などを行うWoomera Lawyers Groupを共同設立している。

### キャリア
2010年から2015年の間に、ハッサンはヒューマン・ライツ・ウォッチ緊急対応局の上級調査員を務め、中東、アジア、アフリカで調査を行った。2011年、インドネシアのマドゥラ島において宗派間暴力について調査していたところ、同僚のAndreas Harsonoとともに拘留された。上級調査員後、アムネスティ・インターナショナルの危機対応プログラムのディレクターを務め、人権侵害の証拠などを収集する調査チームを率いた。2022年8月、ケネス・ロスがヒューマン・ライツ・ウォッチの代表（エグゼクティブ・ディレクター）を退任し、ハッサンが代表代理となった。そして翌年3月に代表に就任した。就任以前は、副代表、チーフ・プログラム・オフィサーを務めており、組織の調査、法務、コミュニケーション、政策提言の部門を率いていた。
また、これまで、国境なき医師団や国際連合児童基金（UNICEF）、セーブ・ザ・チルドレンなどの団体に所属し、東・西アフリカや南・東南アジアなどで人権保護のための活動に従事してきた。

## 発言
ヒューマン・ライツ・ウォッチ代表就任後の『毎日新聞』によるインタービューで、世界的に「反難民感情が高まっている」と危機感をあらわにした。また『フィナンシャル・タイムズ』には、パシフィック・ソリューションやEUトルコ難民対策合意、ルワンダ移送計画にみられる難民対応の「外部化」の傾向は、「世界で最も弱い立場にある人々に影響を与えるだけでなく、国際的な難民保護の義務に明らかに反しています」と述べている。
フランス通信社のインタビューでは、ハマースによる民間人への攻撃に一部の国々が「激しく非難」した一方で、「イスラエル当局によるガザへの攻撃やガザでの民間人の死に対する米国、EU、その他の国々の反応は、はるかに弱かった」と指摘し、他方で二重基準が「（人権関連の）国際機関は自分たちのためのものではない、人権は万人に適用されない」と主張するロシアや中国のような国々によって武器とされていると批判した。